# Altes Sydekum
Das Alte Sydekum, auch als Südeküm bezeichnet, ist ein denkmalgeschütztes Bauwerk in der Altstadt von Hann. Münden in Südniedersachsen. Es ist nicht zu verwechseln mit dem 1783 an anderer Stelle in Münden als Hotel errichteten Neuen Sydekum.

## Beschreibung
Der untere Teil des Alten Sydekums war ein ursprünglich rundes Bollwerk der mittelalterlichen Stadtbefestigung Münden und gehörte zu den wichtigsten Verteidigungsbauten der Stadt. Es stand in der Nordwestecke der Stadt an der Schlagdspitze, die von der Bremer und der Wanfrieder Schlagd gebildet werden. Das Bollwerk war in die Stadtmauer eingebunden. Neben dem Bollwerk erlaubte die Fischpforte als mauerturmähnliches Bauwerk ein Passieren der Stadtmauer. Die Fischpforte verschwand bei der teilweisen Beseitigung der Stadtbefestigung in den 1830er Jahren. Das Alte Sydekum erhielt 1729 einen mehrgeschossigen Hausaufbau mit quadratischem Grundriss und mit einem Weinschankhaus unter der Bezeichnung Sydekum (si dek um). Grimms Wörterbuch nennt das Mündener Sydekum als Beispiel für eine niederdeutsche Form von „Sieh dich um“. Dabei handelt es sich um einen Ort, von dem aus man sich umsehen kann, oder ein Lusthäuschen mit schöner Aussicht.

## Geschichte
Erbauer des Sydekums waren Christoph Wendel Wüstefeld, Johann Dietrich Seedorf, Johann Daniel Köster und C.H. Balau. Sie hatten als Pächter des Weinkellers im Bollwerk den Rat der Stadt 1728 ersucht, auf Kosten der Stadt darüber ein Weinschankhaus zu errichten. Nach 12 Jahren sollte es in den Besitz der Stadt übergehen. Die Baukosten betrugen rund 800 Taler. Im Sydekum verkehrten Kaufleute und Schiffseigner sowie angesehene Bürger der Stadt. 1751 kam das Sydekum in den Besitz eines Mündener Bürgers für 900 Taler. 1789 wurde das Gebäude für 1600 Taler wiederum verkauft. Darin wurde eine Gaststätte mit der Bezeichnung Londonschenke eingerichtet. Später erfolgte eine Umbenennung nach dem 1808 gegründeten Club Harmonie, der darin seinen Sitz hatte. Ab 1856 diente das Gebäude der Stadt als Zoll- und Steueramt.

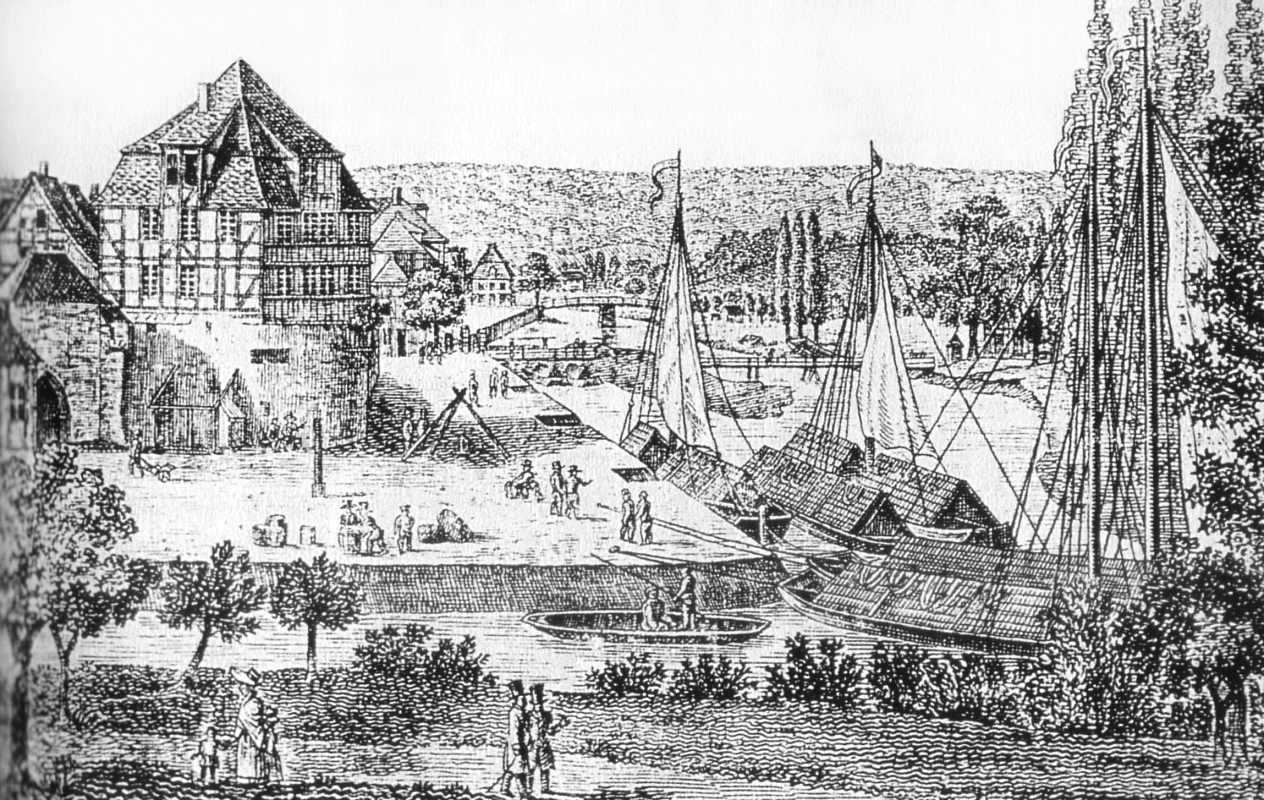
Das Alte Sydekum 1830 mit der noch vorhandenen Fischpforte

Auf einem Kupferstich von Frans Hogenberg aus dem Jahre 1584 ist das Bollwerk abgebildet, das zu dieser Zeit einen Hausaufbau trägt. Auf einem Merian-Stich von 1654 fehlt der Hausaufbau. Wahrscheinlich ist er 1626 bei der Belagerung Mündens durch Tilly im Dreißigjährigen Krieg zerstört worden.
Seit 1872 ist es Sitz der 1799 gegründeten Freimaurerloge Pythagoras zu den drei Strömen. Die Loge renovierte und baute das Gebäude aus, 1929 wurde es erneut um- und angebaut. Die Freimaurerloge richtete im ersten und zweiten Obergeschoss ihren Tempel bzw. Versammlungsraum ein, der Tempel wurde mit einem Fachwerkkuppelgewölbe in Form eines Sternenhimmels ausgestattet. Nach der in der Zeit des Nationalsozialismus verhängten Zwangsauflösung aller Freimaurerlogen wurde die Loge Pythagoras zu den drei Strömen – am 13. Juli 1935 – aufgelöst. Bereits im Juni 1936 wurde von der Gestapo und dem SS-Oberabschnitt Fulda-Werra die Loge ausgeräumt, wertvolle Inventarstücke und Freimaurer-Paraphernalien wurden requiriert und dem Kreismuseum übergeben. Das Haus wurde komplett geplündert und das Inventar veräußert. So wurden 345 kg Akten als Altpapier vernichtet und die Hausgeräte nach dem Entfernen aller freimaurerischen Symbole versteigert. Am 6. November 1936 wurde das Haus für einen Betrag von 10.000 Reichsmark an den damaligen Stadtkapellmeister Kurt Schnittger verkauft. 1953 wurde das Gebäude vom Land Niedersachsen an die Freimaurerloge zurück übereignet.
1984 wurde die im 19. Jahrhundert an der Fassade angebrachte Verbretterung des Hausaufbaus abgenommen. Dabei wurde das Fachwerk mit einer Bauinschrift auf einem Holzbalken sichtbar. Die Inschrift nennt das Baujahr mit 1729 und erwähnt die vier Erbauer.
1994 erfolgte eine Gebäudesanierung durch umfangreiche Restaurierungen. 1996 wurde das Gebäude in das Verzeichnis der niedersächsischen Bau- und Kulturdenkmale aufgenommen.
Das Logenhaus wird teilweise für öffentliche Veranstaltungen genutzt und kann u. a. am Tag des offenen Denkmals besucht werden.